# Ariadna dissimilis
Ariadna dissimilis là một loài nhện trong họ Segestriidae.
Loài này thuộc chi Ariadna. Ariadna dissimilis được Lucien Berland miêu tả năm 1924.